# Edwin Paxton Hood
Edwin Paxton Hood (* 24. Oktober 1820 in Westminster, London; † 12. Juni 1885 in Paris) war ein britischer Schriftsteller und Kanzelredner.
Edwin Paxton Hood erwarb sich seine Bildung auf privatem Weg und wirkte viele Jahre hindurch als Prediger einer Independentengemeinde in London.
Er ist der Verfasser einer größeren Anzahl von Büchern historischen, moralphilosophischen und religiösen Charakters von meist popularisierender Tendenz, wie
- Self-education,
- The dark day of Queen Mary,
- The golden day of Queen Bess,
- Genius and industry,
- Dreamland and ghostland,
- Mental and moral philosophy of laughter,
- The peerage of poverty,
- The World of anecdote,
- The World of proverb and parable etc.

Er hat auch Biographien über  Swedenborg, Cromwell und andere geschrieben. Als ein Schriftsteller der Carlyleschen Schule hat er seiner Verehrung für Thomas Carlyle in einem besonderen Werk: Thomas Carlyle, philosophic thinker, theologian etc.  (1875), Ausdruck gegeben. Auch als Redner genoss er große Popularität. Er starb am 12. Juni 1885 in Paris.
Dieser Artikel basiert auf einem gemeinfreien Text aus Meyers Konversations-Lexikon, 4. Auflage von 1888 bis 1890.
| Personendaten    | Personendaten                              |
| ---------------- | ------------------------------------------ |
| NAME             | Hood, Edwin Paxton                         |
| KURZBESCHREIBUNG | britischer Schriftsteller und Kanzelredner |
| GEBURTSDATUM     | 24. Oktober 1820                           |
| GEBURTSORT       | Westminster                                |
| STERBEDATUM      | 12. Juni 1885                              |
| STERBEORT        | Paris                                      |